# De förälskades park

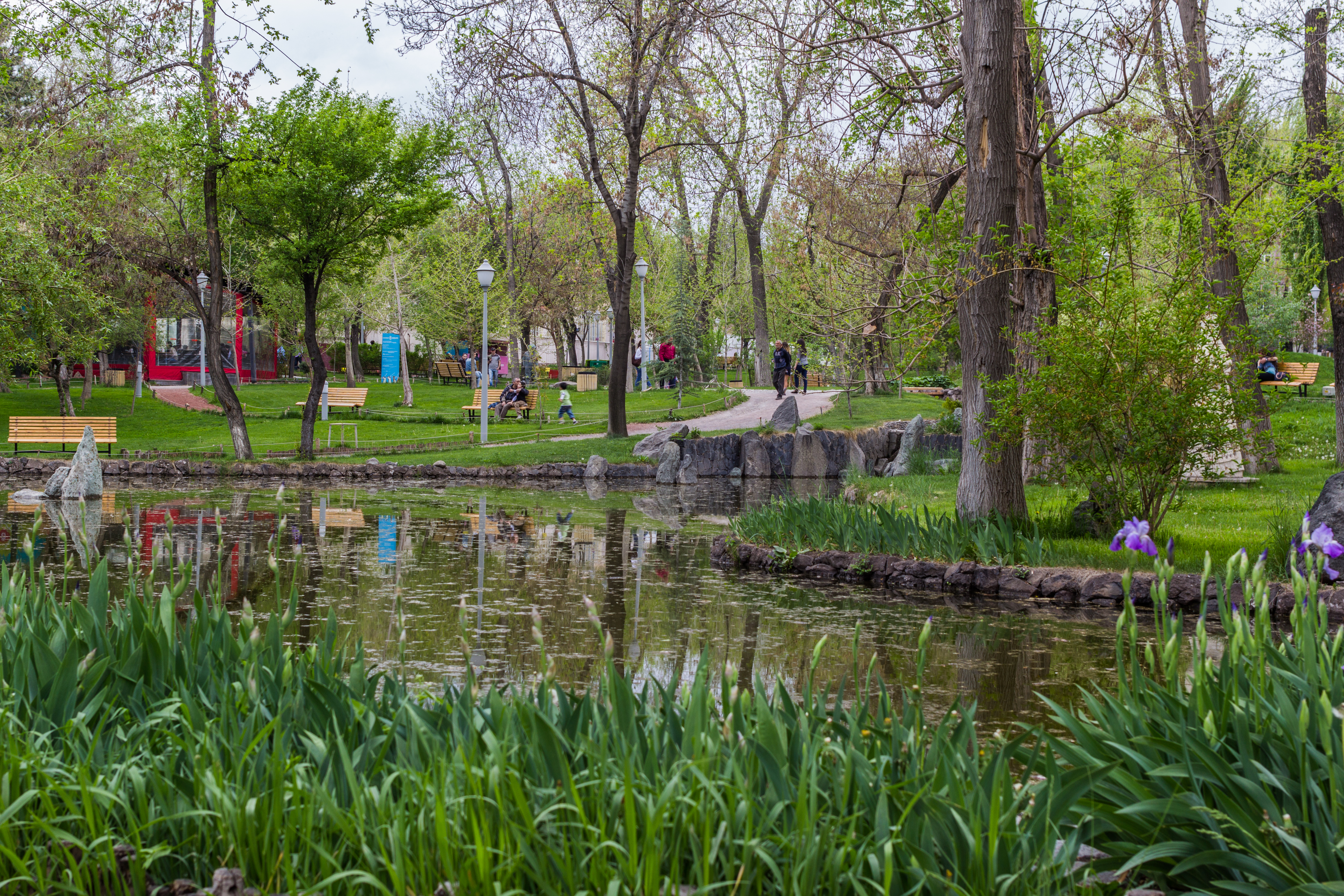
Dammen och Kafé Achajur

De förälskades park, eller Boghossianparken, (armeniska: Սիրահարների Այգի, Siraharneri Aygi) är en allmän park i Jerevan i Armenien. Den ligger vid Baghramyanavenyn i distriktet Kentron och har en yta på 2,5 hektar. 
Parken började anläggas på 1700-talet, då den var känd som Kozernparken efter det gamla Jerevans nordvästra förort Koxern. Efter andra världskriget omformades parken 1949 och döptes om till Pusjkinparken. År 1970 namnändrades parken till Barekamutjunparken ("Vänskapsparken") för att ära vänskapen mellan alla medlemsländer i Sovjetunionen. Efter Armeniens självständighet döptes parken 1955 om till De förälskades park Jerevan med hänsyftning till att parken under andra hälften av 1900-talet var en favoriserad mötesplats för många par.
År 2005 åtog sig juveleraren Albert Boghossian (1959) och Fondation Boghossian att renovera parken. Den franske trädgårdsarkitekten Pierre Rambach (1925–2013) gjorde ett förslag, som  godkändes av Jerevans stad. Rambach formgav en park med en kombination av en japansk park och traditioner från armenisk trädgårdskultur. Parken återinvigdes i november 2008 och har en liten amfiteater med 215 sittplatser, som döpts efter juveleraren Robert Boghossian. 
År 2010 restes en staty över den armeniske poeten Gevorg Emin (1919–1998), skapad av Ashot Aramjan (född 1960). År 2014 installerades också konstverket Obsidianhjärta av Jean-Michel Othoniel (född 1964) i parken.
Ingången till tunnelbanestationen Marskalk Baghramian ligger i nordvästra hörnet av parken.
Parken används för olika återkommande evenemang, till exempel Jerevans internationella filmfestival.

## Bildgalleri

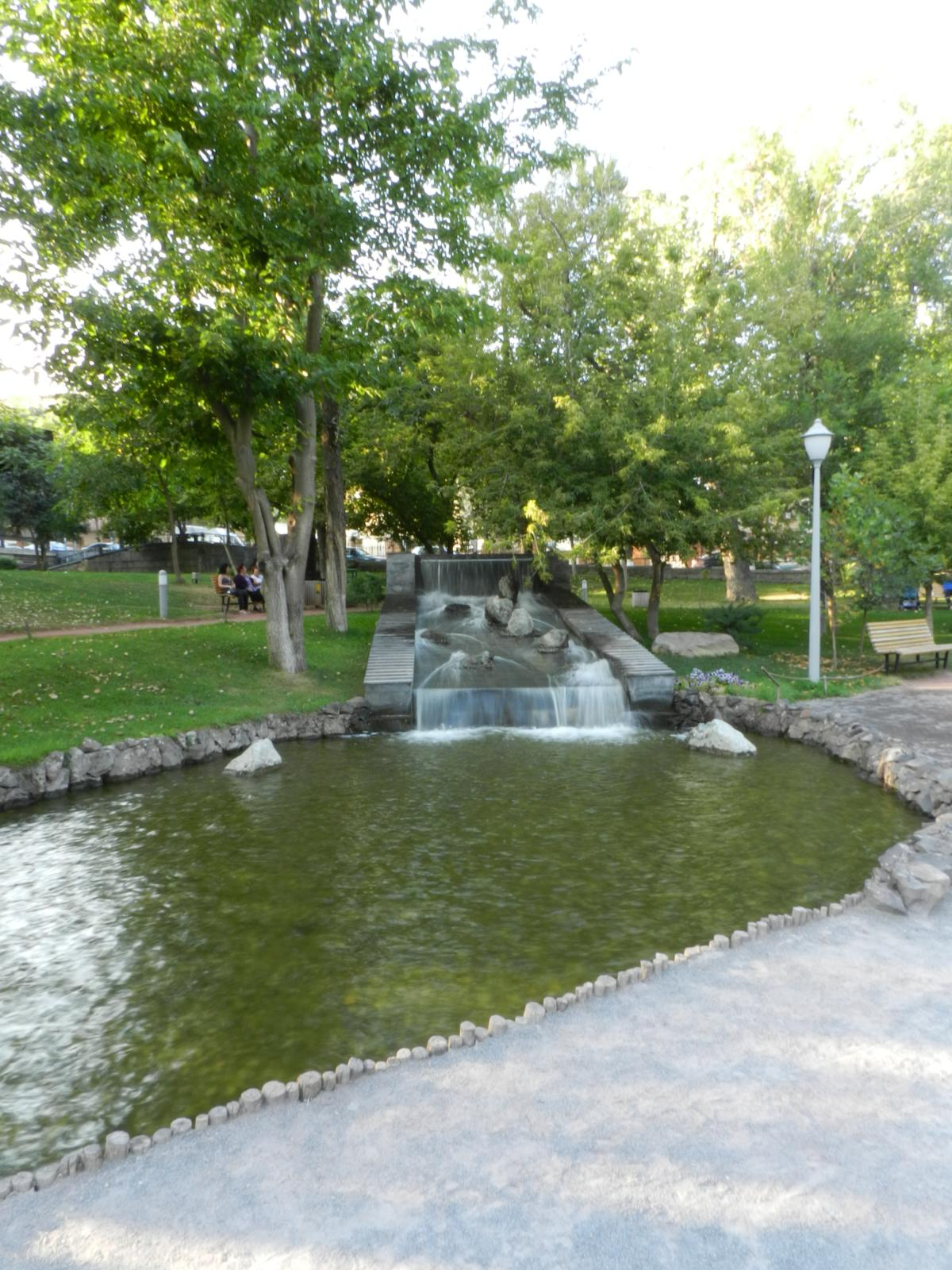
Dammen och vattenkonst
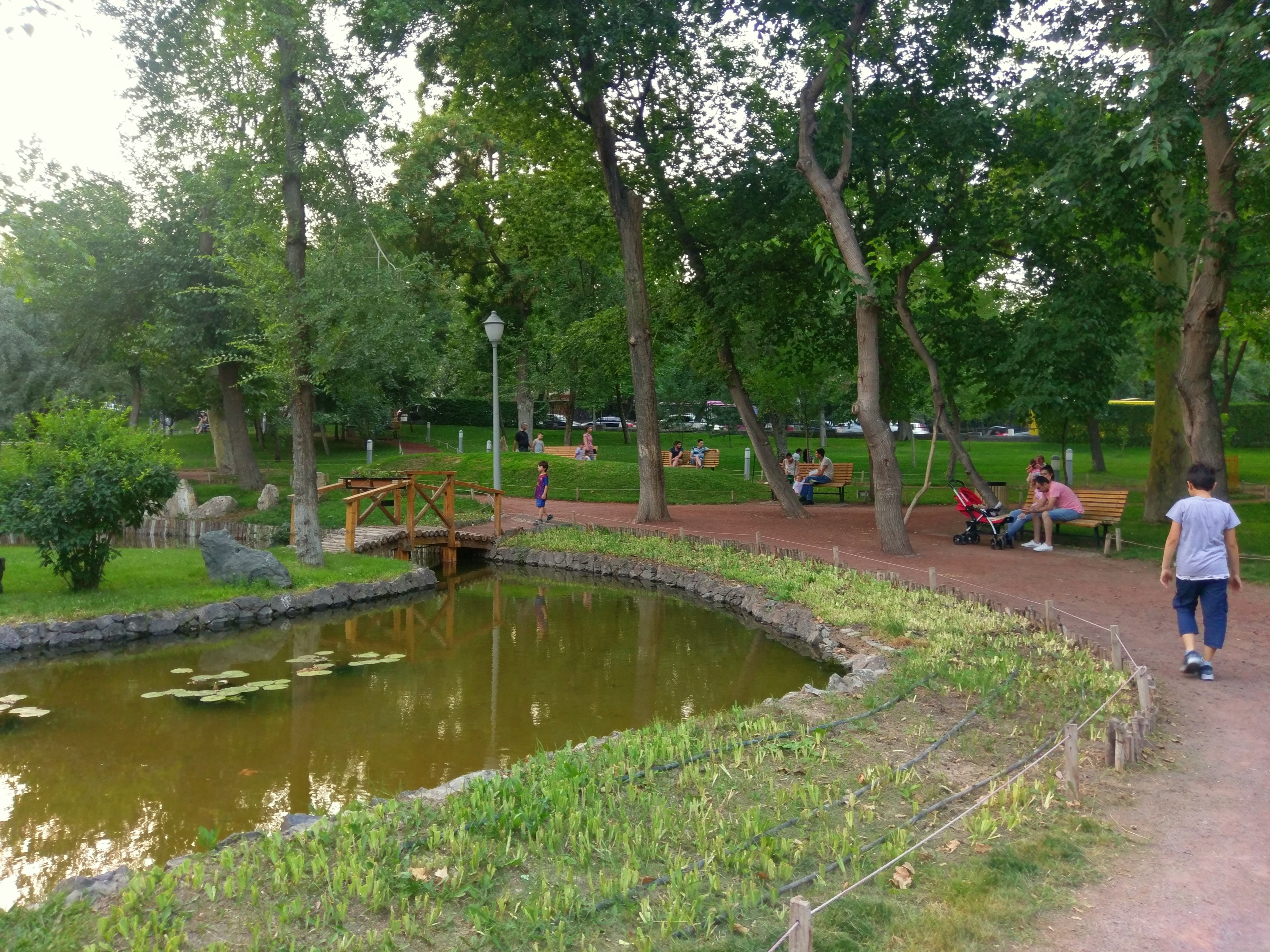
Parkvy
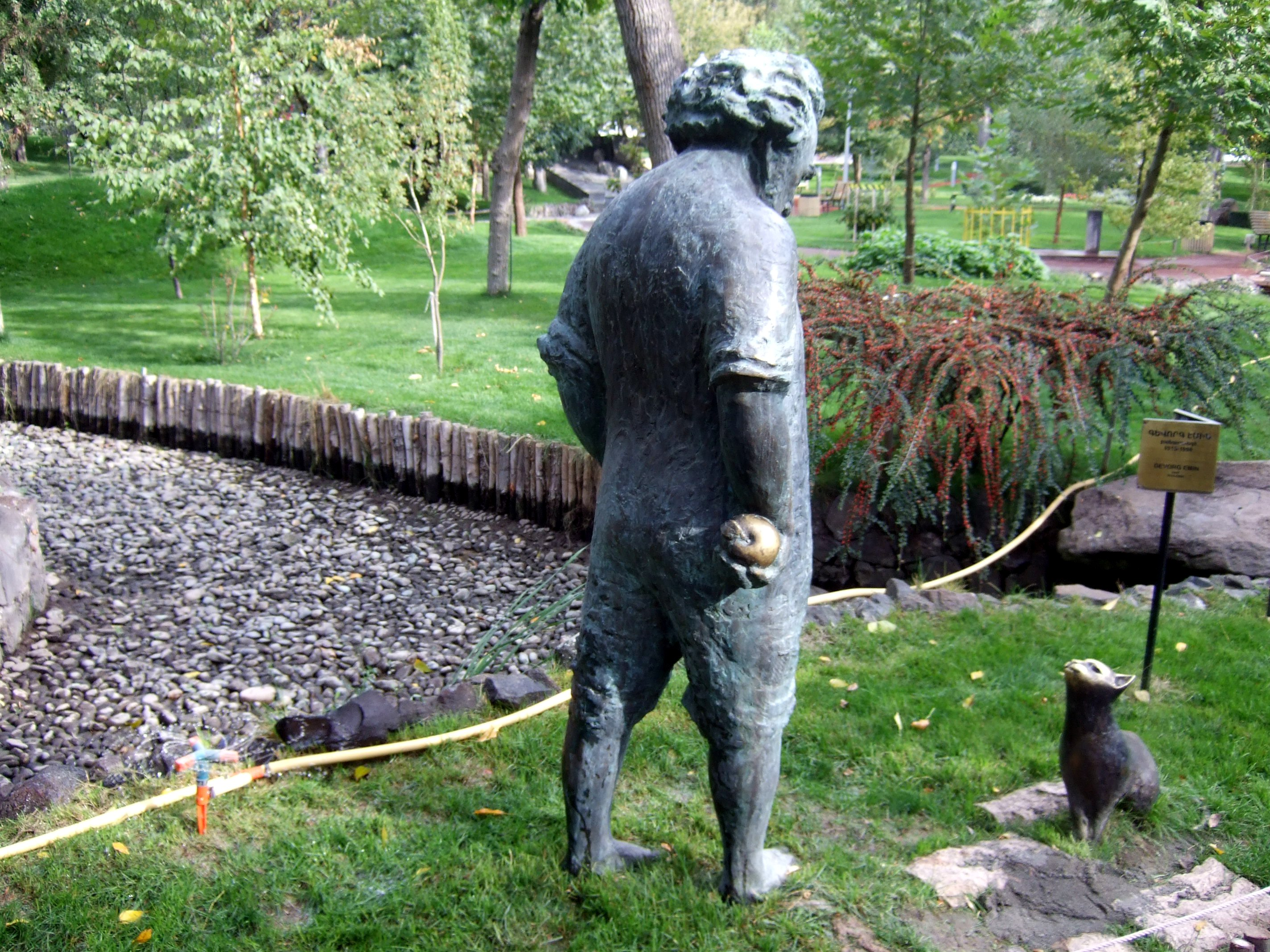
Staty över Gevorg Emin
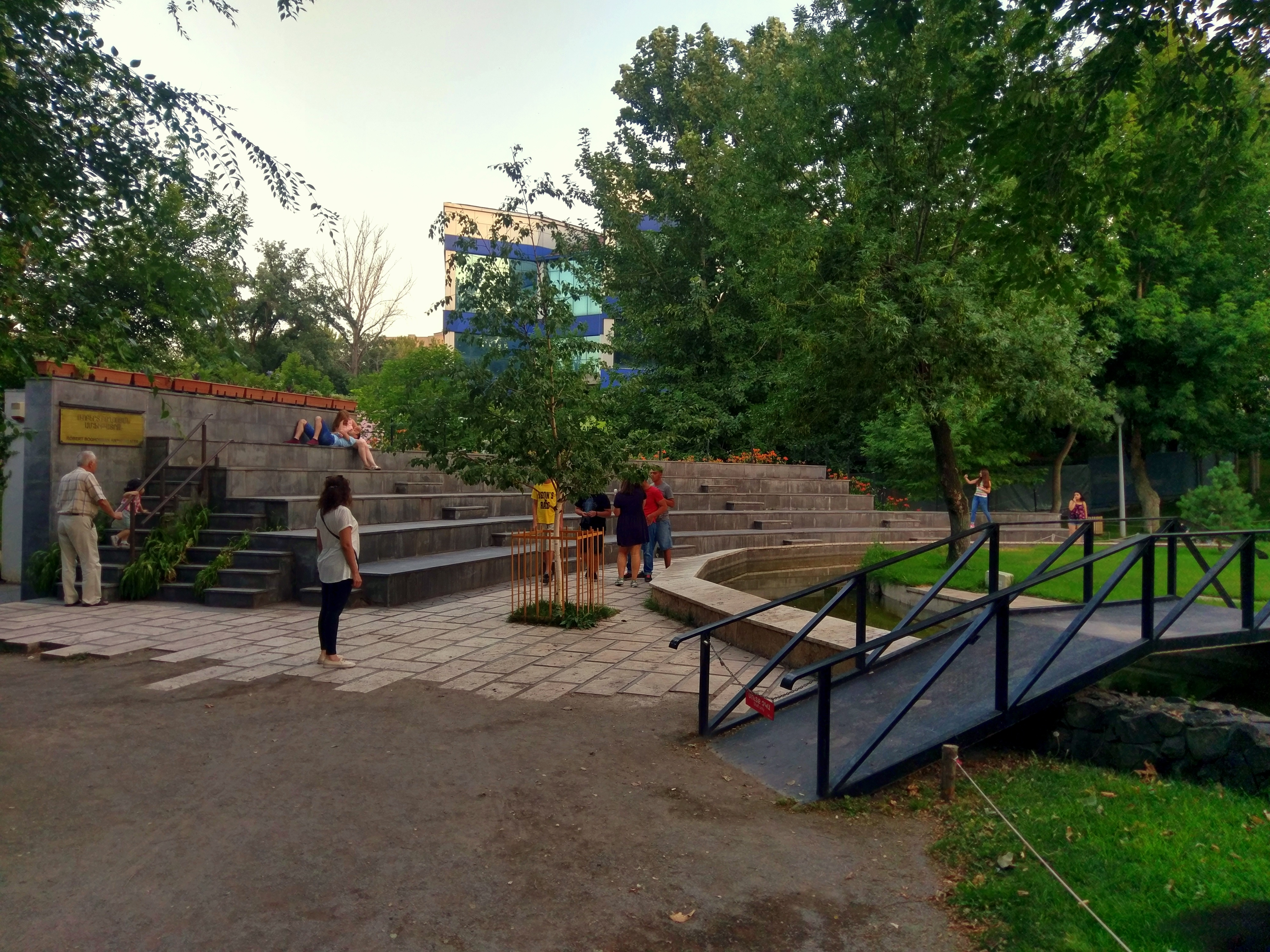
Robert Boghossians amfiteater